# Macaranga repandodentata
Macaranga repandodentata là một loài thực vật có hoa trong họ Đại kích. Loài này được Airy Shaw mô tả khoa học đầu tiên năm 1965.